# Zagrebtower
Zagrebtower är en skyskrapa i Zagreb i Kroatien. Med en höjd på 79 m hör Eurotower till en av de högre byggnaderna i huvudstaden. Byggnaden invigdes 2006 och ligger i stadsdelen Trnje. Eurotower uppfördes 2005-2006 och ägs av företaget Europolis Zagrebtower d.o.o.. Den används primärt som kontorsbyggnad. 

### Fotnoter
1. 1 2  Zagrebtower.com Arkiverad 10 augusti 2014 hämtat från the Wayback Machine. (engelska)
2. ↑  Zagrebtower.com Arkiverad 10 augusti 2014 hämtat från the Wayback Machine. (engelska)